# Уинклер (Манитоба)
Уинклер (англ. Winkler) — город в сельском муниципалитете Стэнли, области Пембина-Вэлли, в
южной части провинции Манитоба в Канаде. Региональный центр торговли, сельского хозяйства и промышленности.
Седьмой по величине и самый быстрорастущий город провинции.

## История
Возник в 1874 году как поселение российских меннонитов.
Первая община Братства Меннонитов в поселении была основана в 1888 году.
В 1892 году Уинклер был официально основан лесопромышленником и политиком из близлежащего городка Морден Валентином Уинклером.
7 апреля 2002 года Уинклер получил статус города.

## География и климат
Город расположен на западе долины реки Ред, в районе пляжей древнего озера Агассис.
Климат резко континентальный. Температура летом от 20 до 30 °С,
зимой от −15 до −25 °C. Выпадает в среднем 416 мм осадков (большинство из которых приходится на весенние и летние месяцы).
Толщина снежного покрова 1,197 м.

## Экономика
Из 4380 работающих в Уинклере человек 30 % заняты в промышленном секторе, 20 % в области здравоохранения и образования.
В городе производятся автомобильные фургоны, мобильные и плавучие дома, сельскохозяйственная техника, окна и двери.
Есть два литейных цеха, завод соломенного волокна и завод переработки шин.
Сельское хозяйство района ориентировано на выращивание картофеля, пшеницы, рапса, кукурузы и фасоли.
Растёт поголовье крупного рогатого скота и свиней. На местных молочных фермах налажено производство сыра.
В городе появляется до 10 — 20 новых предприятий в год.

## Население
По состоянию на 2011 год в Уинклере проживало 10 600 человек.
По результатам переписи 2001 года средний возраст 34,3 лет. На каждые 100 женщин приходится 94,8 мужчин.
Средний доход на семью составляет $44227.
Средний доход для всех работающих составляет $22423, из них средний доход мужчин — $27787, женщины — $16061.
По результатам переписи 2006 года 25,66 % населения имеют дипломы высших школ, из которых 9 % имеют университетские дипломы и степени.
Благодаря немецкому языковому и религиозному происхождению города, большинство иммигрантов в Уинклер составляют этнические немцы из бывшего
Советского Союза, германские немцы и немцы-меннониты из Латинской Америки.
Прирост населения в период между 2001 и 2006 гг. составлял 14,6 %.

## Транспорт
В 2 км на юге от Уинклера расположен аэропорт (Код ИКАО: CKZ7).

## Спорт
В городе существует хоккейная команда Уинклер Флайерс, играющая в юниорской хоккейной лиге Манитобы.